# Forget Me
Forget Me is een nummer van de Britse singer-songwriter Lewis Capaldi. Capaldi bracht het nummer uit op 9 september 2022, als eerste single van zijn tweede studioalbum Broken by Desire to Be Heavenly Sent. Het nummer kwam in zijn thuisland het Verenigd Koninkrijk meteen binnen op de eerste plaats. In Vlaanderen werd het nummer gekozen als Big Hit door radiozender MNM. Het haalde reeds een piek op plaats 8 in de Vlaamse Ultratop 50, zijn derde single die een top 10 notering behaalde.

## NPO Radio 2 Top 2000
Forget Me stond alleen in 2023 in de NPO Radio 2 Top 2000, op plek 1533.